# Večlistni kolimatorski sistem
Večlistni kolimatorski sistem (sistem MLC) je zgrajen iz posameznih lističev, ki se premikajo in s tem oblikujejo obsevalna polja poljubnih in asimetričnih oblik. Ti lističi so iz materiala z visokim vrstnim številom, najpogosteje je to volframova zlitina. Sistem MLC se torej uporablja za oblikovanje obsevalnih polj v teleradioterapiji.
V radioterapiji je zelo pomembno oblikovanje žarkovnega snopa, saj pomembno zmanjša absorbirano dozo v zdravem tkivu in pripomore k maksimalni dozi na tumorsko tarčo. Za primarno oblikovanje žarkovnega snopa v pravokotno obliko se uporabljajo kolimatorske čeljusti. Ker pa obsevalna polja niso pravokotna, je potrebno njihovo dodatno oblikovanje, da se polja kar v največji meri prilegajo načrtovanemu tarčnemu volumnu (PTV). Zato se uporablja večlistni kolimatorski sistem oziroma sistem MLC.

## Zgradba in lastnosti
Lističi MLC so najpogosteje iz volframove zlitine, v kateri so volfram, nikelj in železo. Gostota zlitine je med 17 in 18,5 g/cm3 V današnjem času se najpogosteje uporabljajo sistemi MLC, ki imajo 120 ali 160 lističev, ki so konstruirani v pare. Lističi morajo biti postavljeni zelo natančno in tesno skupaj. Na robovih so zaobljeni, kar pripomore k zmanjšanju pojava polsence in natančnejšemu oblikovanju obsevalnih polj. Vsak posamezen listič je krmiljen z računalniškim programom, poganja pa ga majhen elektromotor.
Nekateri novejši sistemi MLC vodilnih proizvajalcev linearnih pospeševalnikov (Elekta, Siemens, Varian) imajo lističe MLC debeline tudi manj kot 5 milimetrov in so primerni tudi za stereotaktično radioterapijo (SRT) in stereotaktično radiokirurgijo (SRS). Za nekatere sodobne sisteme je značilno tudi to, da so zunanji lističi debelejši od notranjih. Tako ima recimo 120-listni oziroma sistem s 60 pari lističev konfiguracijo narejeno tako, da je projekcija na izocentrično ravnino prvih 20 parov zunanjih lističev debeline 1 cm, ostalih 40 parov notranjih lističev pa 0,5 cm ali pa da je prvih 28 parov zunanjih lističev debeline 5 mm, ostalih 32 parov notranjih lističev pa debeline 2,5 mm. Takšna konfiguracija omogoča zelo natančno oblikovanje tudi zelo majhnih obsevalnih polj.

### Prepustnost in hitrost premikanja lističev
Sistemi MLC prepuščajo določen del sevanja skozi lističe in med sosednjimi lističi, kar vpliva na rezultate obsevanj. Večja kot je prepustnost, več nepotrebne doze prejme zdravo tkivo okrog tarče. Prvi sistemi so imeli prepustnost čez lističe približno 2%, prepustnost med lističi pa 5%. Novejši sistemi pa so imeli že manjšo prepustnost, in sicer prepustnost med lističi približno 3%, prepustnost čez lističe pa 2%. Hiter razvoj radioterapije pa je omogočil, da imajo najnovejši sistemi že zelo nizke prepustnosti. Tako ima denimo sistem proizvajalca Elekta prepustnost čez lističe manjšo od 0,5%.
Hitrost premikanja lističev pri starejših sistemih MLC je bila med 1 in 2 cm/s, medtem ko najnovejši sistemi omogočajo višje hitrosti. Sistem MLC z 80 pari lističev debeline 5 mm, ki je vgrajen v linearni pospeševalnik Synergy (Elekta) ponuja hitrost lističev do 3,5 cm/s. Višja kot je hitrost lističev, manj časa poteka posamezno obsevanje in posledično je zaradi tega manjša tudi možnost premikanja pacienta med obsevanjem in tako manj možnosti pojava intrafrakcijskih napak (premiki znotraj posamezne frakcije obsevanja).

## Uporaba
Z razvojem in začetkom uporabe linearnih pospeševalnikov z vgrajenimi sistemi MLC za oblikovanje obsevalnih polj v radioterapiji so se začele uporabljati sodobne tehnike obsevanja: tridimenzionalna konformna radioterapija (3D CRT), intenzitetno modulirana radioterapija (IMRT) ter volumetrično modulirana ločna radioterapija (VMAT), kar je pripomoglo k bolj optimalnemu izvajanju zdravljenja z obsevanjem, k boljšemu ščitenju kritičnih organov in večji dozi na tumorsko tarčo. Najnovejši sistemi MLC, ki imajo v notranjosti lističe manjših debelin pa se uporabljajo tudi za pristope in načine obsevanja s stereotaktično radiokirurgijo (SRS), stereotaktično radioterapijo (SRT) in s stereotaktičnim radioterapevtskim obsevanjem telesa (SBRT). Skratka, MLC se uporablja za oblikovanje obsevalnih polj pri vseh tehnikah obsevanja s fotonskim žarkovnim snopom, za obsevanje z elektronskim žarkovnim snopom pa se še vedno najpogosteje uporabljajo individualne zaščite iz Woodove zlitine.

### Prednosti in slabosti
Z začetkom uporabe sistema MLC v radioterapiji je prišlo do številnih izboljšav, saj je nadomestil izdelavo individualnih zaščit iz Woodove zlitine (dolgotrajen postopek) in s tem omogočil hitrejše in natančnejše oblikovanje obsevalnih polj. Enostavno je tudi spreminjanje oblike polja med posameznimi obsevalnimi koti, saj poteka avtomatsko in računalniško vodeno. Sistem se uporablja brez dodatnega vstopanja v obsevalni prostor med obsevanjem bolnika in je omogočen stalni nadzor oblike polja na komandnem pultu. Premikanje lističev med samim obsevanjem je natančno določeno v obsevalnem planu ter poteka avtomatsko s pomočjo računalnika.
Sistemi MLC pa imajo tudi slabosti, ki so se s hitrim tehnološkim razvojem tako rekoč izničile. Ena izmed slabosti je bilo stopničasto oblikovanje polj ter nezmožnost oblikovanja polj nekaterih oblik. Težava je bila tudi v prepuščanju sevanja med sosednjimi lističi in čez lističe. Celoten sistem je mehansko in računalniško voden zaradi česar so možne okvare. 
Ena izmed slabosti sistemov MLC je tudi polsenca (angl. penumbra), ki predstavlja strm padec doze ob robovih žarkovnega snopa. Transmisijska polsenca je posledica prehajanja sevanja ob robovih sistema MLC, geometrična pa narašča z velikostjo izvora sevanja in z razdaljo od izvora sevanja do kože bolnika (SSD). Fizikalna polsenca je skupek transmisijske ter geometrične in je razdalja med 20% in 80% dozo na referenčni globini 10 cm. 

## Zgodovina
Pred začetkom uporabe linearnih pospeševalnikov v radioterapiji se je za obsevanje uporabljal obsevalni aparat telekobalt, ki je imel v glavi vgrajen radioaktivni izotop kobalta 60 (60Co). Pri radioaktivnem razpadu le tega se sprostita 2 fotona s povprečno energijo 1,25 MV, ki se izkoriščata za zdravljenje z obsevanjem. Glavna slabost telekobaltovih obsevalnih aparatov v primerjavi z linearnimi pospeševalniki je bila stalna prisotnost sevanja. Prav tako zaradi razmeroma nizke energije žarkovnega snopa slednji niso bili primerni za obsevanje globoko ležečih tumorjev, npr. v trebuhu, medenici in prsnem košu. Prvi linearni pospeševalnik proizvajalca Varian je bil zgrajen leta 1960. Imenoval se je Clinac 6. 
Sistemi MLC so se v linearnih pospeševalnikih pojavili in uveljavili leta 1990. Prvi Varianov sistem MLC je imel 52 lističev. Pred tem so se za oblikovanje obsevalnih polj uporabljale individualne zaščite (Varian, 2019).
Sistemi MLC v preteklosti so bili predvsem 80-listni. Prepustnost čez lističe je bila višja od 2%, prepustnost med sosednjimi lističi pa višja od 5%. Hitrost premikanja lističev je bila med 0,5 in 1 cm/s. Polsence so bile v primerjavi s sedanjostjo večje. Glavni problem prvih sistemov MLC je bilo tudi zelo izrazito stopničasto oblikovanje polj. 
V preteklosti so se uporabljali tudi posebni mikro-MLC sistemi (μMLC), ki so izdelani kot posebna enota, ki se je dodatno pritrdila na glavo linearnega pospeševalnika (slika 6). Uporabljala se je za SRS in SRT. Značilnost takšnih sistemov je, da imajo manj lističev z drugačnimi konfiguracijami kot klasični sistemi MLC, njihova slabost pa, da so zelo težki in s tem lahko povzročijo upogib gantrija, kar lahko vodi do napak pri obsevanjih. Uporabljati so se prenehali, ker so vsi novejši mikro sistemi MLC vgrajeni direktno v linearni pospeševalnik.

## Zgledi večlistnih kolimatorskih sistemov
V tem podpoglavju sta predstavljena dva sodobna sistema MLC, ki sta sestavna dela dveh glavnih proizvajalcev linearnih pospeševalnikov (Elekta, Varian).

### Sistem MLC proizvajalca Elekta
AgilityTM sistem MLC (Elekta) se uporablja v linearnem pospeševalniku Versa HD (Elekta). Sestavljen je iz 160 lističev oziroma iz 80 parov lističev z debelino 0,5 cm v izocentru. Uporablja se tudi za SBRT. Prepustnost čez lističe je manjša od 0,5%, prepustnost med lističi pa je približno 0,2%. Lističi se premikajo s hitrostjo do 3,5 cm/s. Opisan sistem MLC za pozicioniranje uporablja zanesljiv optični sistem Rubicon (Elekta), ki ima integrirano digitalno kontrolo ter dinamično vodenje lističev in zagotavlja natančno pozicioniranje lističev. Deluje tako, da ultravijolična svetloba iz svetlobnega vira ustvari infrardečo fluorescenco, ko pade na konice lističev MLC. Fluorescenca, ki jo zazna infrardeča kamera, se uporablja za zanesljivo spremljanje in natančno pozicioniranje lističev, kar si je mogoče ogledati v realnem času na zaslonu komandnega pulta. Sistem ponuja odlično klinično učinkovitost z natančno dozo na tarčni volumen.

### Sistem MLC proizvajalca Varian
HD120TM sistem MLC (Varian) se uporablja v linearnem pospeševalniku TrueBeam STx (Varian). Njegove karakteristike omogočajo obsevanje SRT, SRS in SBRT. Sestavljen je iz 120 lističev oziroma 60 parov lističev. Zunanjih 28 parov je debeline 5 mm, notranjih 32 parov pa 2,5 mm, kar omogoča zelo natančno oblikovanje obsevalnih polj. Povprečna prepustnost čez lističe je manj kot 1%, prepustnost med sosednjimi lističi pa povprečno okrog 0,4%. Je najboljši MLC sistem proizvajalca Varian in se uporablja v njihovih najmodernejših linearnih pospeševalnikih. 

### Dvoplastni (angl. Dual-layer) večlistni kolimatorski sistem
Ker je bila visoka prepustnost med sosednjimi lističi starejših sistemov MLC velik problem, se je na tržišču pojavil nov dvoplastni (dual layer) sistem MLC, ki naj bi to težavo omilil. Dvoplastni MLC je sestavljen iz dveh neodvisno premičnih se sistemov lističev, zgornjega in spodnjega. Zgornja plast ima razpolovno debelino 1 mm, spodnja pa 5 mm. Tako konfigurirani MLC sistemi poleg zmanjšanja prepustnosti prav tako povečajo hitrost doze, pospešijo hitrost premikanja lističev in omogočijo hitrejše oblikovanje obsevalnih polj, kar pripomore k skrajšanju obsevalnih časov. 

### Sistemi MLC za obsevanje z elektroni (EMLC)
Za obsevanje z elektroni se še vedno najpogosteje uporabljajo individualne zaščite iz Woodove zlitine. Razvili pa so se tudi sistemi MLC za obsevanje z elektroni (EMLC). Sistem EMLC je enota, ki se dodatno pritrdi na glavo linearnega pospeševalnika. Zasnovan je kot nadomestek individualnim zaščitam in aplikatorjem. Omogoča daljinsko krmiljenje kolimacije žarkovnega snopa in izocentrično obsevanje. EMLC ima 25 parov lističev debeline 6 mm, ki so iz volframove zlitine. 

### Linearni pospeševalnik Halcyon in njegov sistem MLC
Varian HalcyonTM je brezčeljustni linearni pospeševalnik ameriščkega proizvajalca Varian, ki nima več značilne oblike črke C, ampak je podoben aparatom za računalniško tomografijo (CT). Zasnova brez čeljusti pripomore k povečanju hitrosti doze v primerjavi s tradicionalnimi linearnimi pospeševalniki v obliki črke C, kjer so čeljusti potrebne za zmanjševanje prepustnosti čez in med sosednjimi lističi. 
Halcyon (Varian) je enoenergijski linearni pospeševalnik s fotonskim snopom 6 MV. Za oblikovanje obsevalnih polj v Halcyonu se uporablja nov, izpopolnjen dvoplastni sistem MLC z debelino lističev 5 mm, hitrostjo premikanja lističev do 5 cm/s in prepustnostjo skozi lističe približno 0,4%. Te karakteristike ga uvrščajo med najbolj kakovostne sisteme MLC na tržišču, saj je zaradi visoke natančnosti postavitve lističev in velike hitrosti premikanja lističev ter majhne prepustnosti primeren za uporabo visokih hitrosti doz in s tem še krajših obsevalnih časov, kar zmanjša možnosti za premik tarče med obsevanjem. 